# 차양박쥐
차양박쥐(Sphaeronycteris toxophyllum)는 주걱박쥐과에 속하는 열대 남아메리카 박쥐의 일종이다. 차양박쥐속(Sphaeronycteris)의 유일종이다. 차양박쥐가 일부 독특한 특징을 갖고 있음에도 불구하고, 가장 가까운 종은 작은흰어깨박쥐와 주름얼굴박쥐로 간주되고 있다.

## 특징
차양박쥐는 머리부터 몸까지 몸길이는 52~63mm이다. 회색빛 갈색 털을 갖고 있으며, 몸 앞쪽으로는 색이 연해지고, 하체는 회색 또는 갈색이 도는 색을 띠며 양 어깨와 귀 바로 아래에 흰 반점이 있다. 둥근 머리에 짧고 털이 없는 주둥이, 넓은 입 그리고 밖으로 튀어 나온 황금빛 갈색 눈을 갖고 있다. 귀는 삼각형 모양이고 이주는 좁다. 가장 독특한 특징을 갖고 있지만, 통용명의 유래가 된 "차양"은 다른 어떤 박쥐 종에서도 발견되지 않는 구조이다.

## 분포 및 서식지
차양박쥐는 베네수엘라 전역과 콜롬비아 동부 그리고 에콰도르 동부와 페루, 브라질 서부, 볼리비아를 포함한 아마존 분지 동부와 인근 지역에 걸쳐 발견된다. 알려진 아종은 없다. 열대 우림부터 산지 운무림까지의 숲 서식지에 분포하며, 안데스산맥 동부 경사면을 따라 해수면과 해발 3000m 사이에서 서식한다. 자연 서식지는 울창한 숲이지만, 농경지와 도시 지역에서 포획되기도 한다.